# デルタ合板
デルタ合板（デルタごうはん、ロシア語: дельта-древесина, デーリタ・ドリヴィスィーナ、英語: delta wood）は、ソ連で航空機の構造材として開発された石炭酸樹脂を使用した強化合板（積層材）の一種。日本ではデルタ木材、デルタ材とも呼ばれる。正式名称はDSP-10 (ДСП-10)。

## 概要
デルタ合板はクンツェーフスキイ工場のレオーンチイ・ルィシュコーフ によって開発された。フェノール・ホルムアルデヒド樹脂またはクレゾール・ホルムアルデヒド樹脂をアルコール溶液によって浸透させ、加熱によってプレス加工（通常圧力は6 atm、温度は270 ℃）した薄い白樺材を、VIAM-B3 (ВИАМ-Б3) と呼ばれる接着剤で貼り合わせたものであった。
厚さ0.5 mmのワニスで塗られ145～150℃、1～1.1 kg/mm2で圧縮された張り板から作られ、このようにして密度を高められた木材は、27 kg/mm2の引っ張り強度を発揮した。なお、通常の松材では11 kg/mm2、ソ連のアルミニウム材D-16(Д-16)では43 kg/mm2である。
デルタ合板は、ソ連で最初の全木製戦闘機 LaGG-1 (I-301)の製作に全面的に貢献した。LaGG-1はLaGG-3として完成し、ナチス・ドイツ軍との戦争において赤軍航空隊の一翼を担った。その他、デルタ合板は金属節約のためイリューシンやヤコヴレフ製の機体の胴体や主翼にも使用された。
デルタ合板が多く使用された機体は重量がかさみ、特に主翼桁や胴体フレームがデルタ合板で製作されたLaGG-3は、パイロットから「保証付きの塗装済棺桶（лакированный гарантированный гроб、Lakirovanniy Garantirovanni Grob 、頭文字が機種名と同じLaGGとなる）」と渾名された。だが、デルタ合板は大変丈夫で耐火性にも優れ、多くのパイロットの生命がこれによって救われた。もっとも重要なことは、この合板のおかげでソ連軍は航空機に用いる高品質の金属の必要量を減らすことができたことである。
当時のソ連国内の鉄鋼業事情を考えると、主力機を混合構造の機体としたのは得策といえた。特に、重工業をはじめあらゆる産業の中心地であったウクライナが真っ先にドイツ軍による侵略と損害を受け、各工業施設がシベリア方面への疎開を余儀なくされたことを考慮すれば、もし多くのソ連製軍用機が全金属製で設計されていたら、それは大戦末期の日本のように致命的な航空機生産力の低下を招いていたであろう。西側では木製軍用機として合板で挟んだバルサ材と羽布張りの主翼をもったモスキートが特に有名であるが、ソ連では終戦まで混合構造の軍用機がその主力となっており、モスキートもソ連ではごくありふれた構造をもつ航空機のひとつでしかなかった。ソ連で全金属製の戦闘機が主力となるのは、戦後Yak-9PやLa-9が配備されてからである。
製造に必要なホルムアルデヒド樹脂が独ソ戦前にドイツから輸入されたものだったことから、次第にストックが枯渇していき、デルタ合板を通常の木材に置換する必要に迫られた。また、戦争後期には徐々にアメリカ合衆国から鉄鋼の支援を受けられるようになり、ソ連製軍用機の機体構造も次第に金属化されていった。戦後は国内の復興も急速に進み、ほとんどの機体が全金属製となった。
現代では、デルタ合板は木製家具に使用されている。特に強度を必要とする繋ぎ材に使用されることが多い。

## デルタ合板を用いた主な航空機
- Il-2
- LaGG-1
- LaGG-3
- La-5
- MiG-1
- MiG-3
- Yak-1
- Yak-3
- Yak-7
- Yak-9